# ヴィッカース・アームストロング
ヴィッカース・アームストロング (Vickers-Armstrongs Limited) は、1927年にヴィッカースとアームストロング・ホイットワースの合併によって創設されたイギリスの製造会社。1977年に分離独立したヴィッカース plcを除き、大部分は1960年代から国営化されていった。

## 社史
1927年、ウェストミンスターに本社を構えるヴィッカースは、共にイギリス軍の各部門へ進出し類似した経営を行っていたタインサイドのアームストロング・ホイットワースと合併し、ヴィッカース・アームストロングとなった。
ヴィッカースから引継ぎ、第一次世界大戦時から製造しているヴィッカース重機関銃、インドで量産された水冷式のビッカーズ・ベルチェー軽機関銃、発展した航空機関銃のヴィッカース K 機関銃、航空機関砲ヴィッカース S 機関砲の他、戦車砲のオードナンス QF 2ポンド砲といった大型火器の製造も行った。戦車砲以外にも、戦車そのものもヴィッカース 6トン戦車から始まり、A1E1 インディペンデント重戦車を開発し、その設計力を評価されていった。最も重要な時期に完成したバレンタイン歩兵戦車は、第二次世界大戦では大量生産された。1929年にキャメル・レアードの鉄道車両事業を獲得したことにより、メトロポリタン・キャメルを創設し、大戦と前後して客車以外にも軍用車両の製造を行った。1948年には大戦中に迫撃砲や榴弾砲など野戦砲をオーストラリア軍に供給していたオーストラリアのルウォルトを750,000ポンドで買収した。
また、合併によってカンブリアのバロー＝イン＝ファーネスとタイン河口のハイウォーカー (Walker) の2つの造船所が傘下に入り、ヴィッカース・アームストロングは当時の世界で最大の軍艦メーカーとなった。戦間期にはイラストリアス級航空母艦やタウン級巡洋艦を建造し、第二次世界大戦中はイギリス海軍のS級、T級潜水艦やエストニアのカレフ級潜水艦にディーゼルエンジンを供給した。これらの事業は1955年にヴィッカース・アームストロング・シップビルダーズと改称された。
ヴィッカースは1911年に航空機部門を設けていたが、アームストロング・ホイットワースの航空機部門はホーカー・エアクラフトへ吸収されたため、合併されることはなかった。ヴィッカースの航空機部門は、1928年にヴィッカース（アビエーション）として子会社化されたが、買収したスーパーマリンとの合併でスーパーマリン・アビエーション・ワークス（ビッカーズ）となった。さらに1938年には、ヴィッカース・アームストロング（エアクラフト）として再編された。再編後もヴィッカース・アームストロングの航空機はスーパーマリンとヴィッカースの両ブランドを使い続けた。戦間期にエンジニアのバーンズ・ウォリスは、ジオデシック・エアフレームを使ったウェルズレイを完成させた。これは第二次世界大戦で活躍したウェリントンへの開発に発展した。冷戦期にイギリス空軍で運用されたヴァリアントは、ヴィッカースで開発された最初のジェット機であった。

### 解体
1960年に航空機事業はブリストル、イングリッシュ・エレクトリック、ハンティング・エアクラフトと合併し、ブリティッシュ・エアクラフト・コーポレーションとなった。ヴィッカースはブリティッシュ・エアクラフト・コーポレーションの株式40%を保有していたが、合併によって1965年にそれぞれ使っていたブランドは廃止された。1977年航空機と造船産業法の下でブリティッシュ・エアロスペース (BAe) として国営化された。
造船事業は、1968年にヴィッカース・シップビルダーズ・グループへと改称した。バローの造船所は国営化され、1977年にはブリティッシュ・シップビルダーズの傘下に入ったが、1986年にヴィッカース･シップビルディング・アンド・エンジニアリングとして民営化された。その後、ゼネラル・エレクトリック・カンパニー傘下のマルコーニ・マーリンと合併し、BAeに買収された。現在、造船所はBAEシステムズ・サブマリンズが保有している。
一方、ハイウォーカーの造船所は1968年にスワン・ハンターの傘下に入ったが、法案の成立によってそのまま国営化され、ブリティッシュ・シップビルダーズの傘下へ移った。1986年にスワン・ハンターは民営化されたが、造船所は閉鎖された。
ヴィッカース・コンテナ・パッケージ・マシーナリー部門とヴィッカース・スイッチャー、ヴィッカース・ハードネス・マシーン部門はフォーズ・インダストリー・プロダクトに買収されたが、1991年にハードネス・マシーナリーはイギリスのエンジニアによって買い戻された。
製鋼部門はブリティッシュ・スチールの傘下に入ったが、いくつかの残った部門はヴィッカース plcへ移った。軍用車両部門もヴィッカース plcへ移り、その後アルヴィスと合併した。